# Lauchlin Bethune
Lauchlin Bethune (* 15. April 1785 bei Fayetteville, North Carolina; † 10. Oktober 1874 im Hoke County, North Carolina) war ein US-amerikanischer Politiker. Zwischen 1831 und 1833 vertrat er den Bundesstaat North Carolina im US-Repräsentantenhaus.

## Werdegang
Lauchlin Bethune besuchte zunächst private Schulen und danach die Lumberton Male Academy. Anschließend arbeitete er in der Landwirtschaft. Gleichzeitig begann er eine politische Laufbahn. Zwischen 1817 und 1827 saß er mehrfach im Senat von North Carolina. In den 1820er Jahren schloss er sich der Bewegung um den späteren US-Präsidenten Andrew Jackson an und wurde Mitglied der von diesem 1828 gegründeten Demokratischen Partei.
Bei den Kongresswahlen des Jahres 1830 wurde Bethune im siebten Wahlbezirk von North Carolina in das US-Repräsentantenhaus in Washington, D.C. gewählt, wo er am 4. März 1831 die Nachfolge von Edmund Deberry antrat. Da er bei den nächsten Wahlen gegen Deberry verlor, konnte er bis zum 3. März 1833 nur eine Legislaturperiode im Kongress absolvieren. Diese war von den Diskussionen um die Politik von Präsident Jackson geprägt. Dabei ging es vor allem um die umstrittene Durchführung des Indian Removal Act, die Nullifikationskrise mit dem Staat South Carolina und die Bankenpolitik des Präsidenten.
In den Jahren 1834 und 1836 bewarb sich Lauchlin Bethune jeweils erfolglos um seine Rückkehr in den Kongress. Nach seinem Ausscheiden aus dem US-Repräsentantenhaus bewirtschaftete er seine Plantage nahe Fayetteville. Er starb am 10. Oktober 1874 in der kleinen Ortschaft Montrose.